# Narmer
Narmer var en härskare i forntida Egypten som regerade omkring 3000 f.Kr. även om hans exakta position i regeringslängden är omtvistad bland egyptologer. Vissa ser honom som den sista egyptiska kungen under protodynastisk tid, även kallad dynasti 0. Andra jämställer honom med den mytiske Menes som tros ha grundat första dynastin och därför den första kungen över hela Egypten. En identifikation med en tidig kung kan dock inte definitivt bevisas.
Narmer är avbildad på en berömd palett som återfanns i Hierakonpolis 1898, den så kallade Narmerpaletten. Denna palett visar Narmer hållande både Övre och Nedre Egyptens insignier vilket gav upphov till teorin att det var han som enade de båda rikena.
På Narmers tid dyrkades gudarna Horus, Set, Mafdet, Reput, Mehit, Ptah, Apis och Min men i synnerhet gudinnorna Bat och Neith.

## Identifikation med Menes
Traditionellt ses Menes som den mytiska kungen som enade Egypten men inom egyptologin diskuteras det fortfarande huruvida Narmer och Menes var samma person. En genomgång av de monument som visar enandet av Övre och Nedre Egypten visar dock att Narmers föregångare firade enandet flera gånger.
Det faktum att på Narmerpaletten avbildas Narmer med Övre Egyptens vita krona och med Nedre Egyptens röda krona innebär kanske bara att han genomförde en framgångsrik militäroffensiv mot Nedre Egypten. Som segrare lät han sig då naturligtvis utsmyckas i kungsregalierna. Det behöver inte betyda att han var ensam härskare över Egypten.
På en elfenbensplakett från Ahas grav i Abydos står hieroglyfen men (spelbräda) mittemot den kungliga serekhen för Aha. Den befinner sig inuti en tältformad struktur (paviljong) tillsammans med en gammal form av nebtinamnet. Troligen byggdes en sådan paviljong för att utföra minnesgudstjänster när en kung dött. Då kan man bara mena Narmer, eftersom Aha levde när paviljongen besöktes. Mot detta talar att plaketten kom från Ahas grav, dvs. efter hans död. Det är inte heller säkert att ordet men var en persons namn, det kan lika gärna varit namnet på byggnaden.

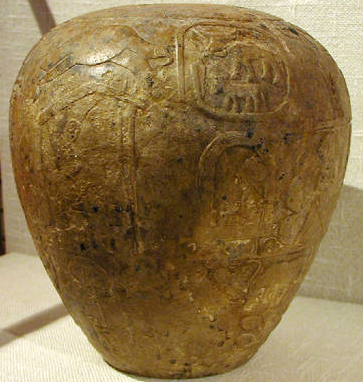
Narmers klubbhuvud (på Ashmolean Museum).

På ett klubbhuvud från Hierakonpolis är Narmer i en bröllopsceremoni. Narmer gifter sig med prinsessan Neithhotep av Nedre Egypten. Detta bröllop skulle bekräfta Narmer som härskare av Övre och Nedre Egypten.
Mot detta talar att kvinnan inte namnges och nödvändigtvis inte är Neithotep, särskilt som Narmer hade flera hustrur.
På kairostenen är Djer den tredje kungen av Egypten under namnet Iteti. Då måste andra kungen vara Aha - eftersom det inte finns ett enda bevis på att Teti I existerat - och kvar för Narmer finns då bara namnet Meni (Menes). Mot detta talar en text från slutet på Ahas styre och innan Djer tillträtt om en tid då en annan kung ska ha regerat en kort tid. Detta faktum utesluter i så fall att Aha kan ha varit Teti.
Från drottning Merneith i Abydos kommer fler lersigill där fyra härskares horusnamn anges som: Narmer, Aha, Djer och Wadj (Uadji). Det avslutas med titeln och namnet på kungens mor Merneith. Att listan börjar med Narmer påvisar att han ansågs som den första legitima kungen i första dynastin. Andra sigill från Abydos namnger Narmer och de följande sju kungarna från första dynastin fram till Ka. Merneith saknas dock och Narmer är även på detta den första kungen.

## Namnet
Det finns flera varianter av Narmers horusnamn bevarade och det kan fortfarande inte översättas på ett tillfredsställande sätt. I synnerhet fonetiken ger både egyptologer och lingvister problem. Ibland översätts det helt enkelt till Kung mal eller Han som slår till.
Hieroglyferna det består av är nar (en fisk tillhörande malarna) och mer (mejsel).

## Familj
Narmer var troligen gift med prinsessan Neithotep från Övre Egypten men eftersom bevisen är så knapphändiga från tiden kan hon mycket väl ha varit hustru till farao Aha istället.
Inskriptioner bärande hennes namn hittades i gravar tillhörande Narmers efterföljare Aha och Djer vilket kan innebära att hon var mor till Aha.
Även en dam med namnet Benerib är nämnd men om hon var Narmers hustru är mindre klart. Mer sannolikt så var hon Narmers dotter och hustru till Aha vilket i så fall gav honom tronen efter Narmers död.
Det är omstritt vem Narmers föregångare var. Vissa egyptologer förespråkar kung Ka medan andra tror att det var Selk II (Skorpionen II).

## Grav

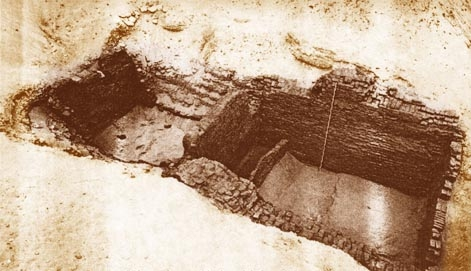
Narmers grav (B 17/18)

Enligt Flinders Petrie var Narmers grav B10 vid nekropolen Peqer nära Abydos. B10 anses numera tillhöra farao Aha, och Narmers verkliga grav är förmodligen dubbelgraven B17/18. Graven består av två kamrar av lertegel och en yta på 10 x 3 m.
Graven var ett enda rum men åtskilt av en inre vägg. I graven fanns några sigillavtryck av Narmer, elfenbensobjekt med hans namn och de äldsta årstabletterna från en egyptisk härskare. Andra föremål med Narmer från Umm el-Qaab är fragment av alabastervaser (med hans namn i upphöjd relief).